# Geneviève Pastre
Pour les articles homonymes, voir Pastre (homonymie).
Geneviève Pastre, née le 20 novembre 1924 à Mayence (Allemagne, autrefois ville occupée par l'armée française) et morte le 17 février 2012 à Saintes (Charente-Maritime), est une écrivaine, poétesse, militante, chercheuse indépendante en histoire, sociologie, anthropologie, philosophie. Elle a été une figure du monde gay et lesbien.

## Biographie

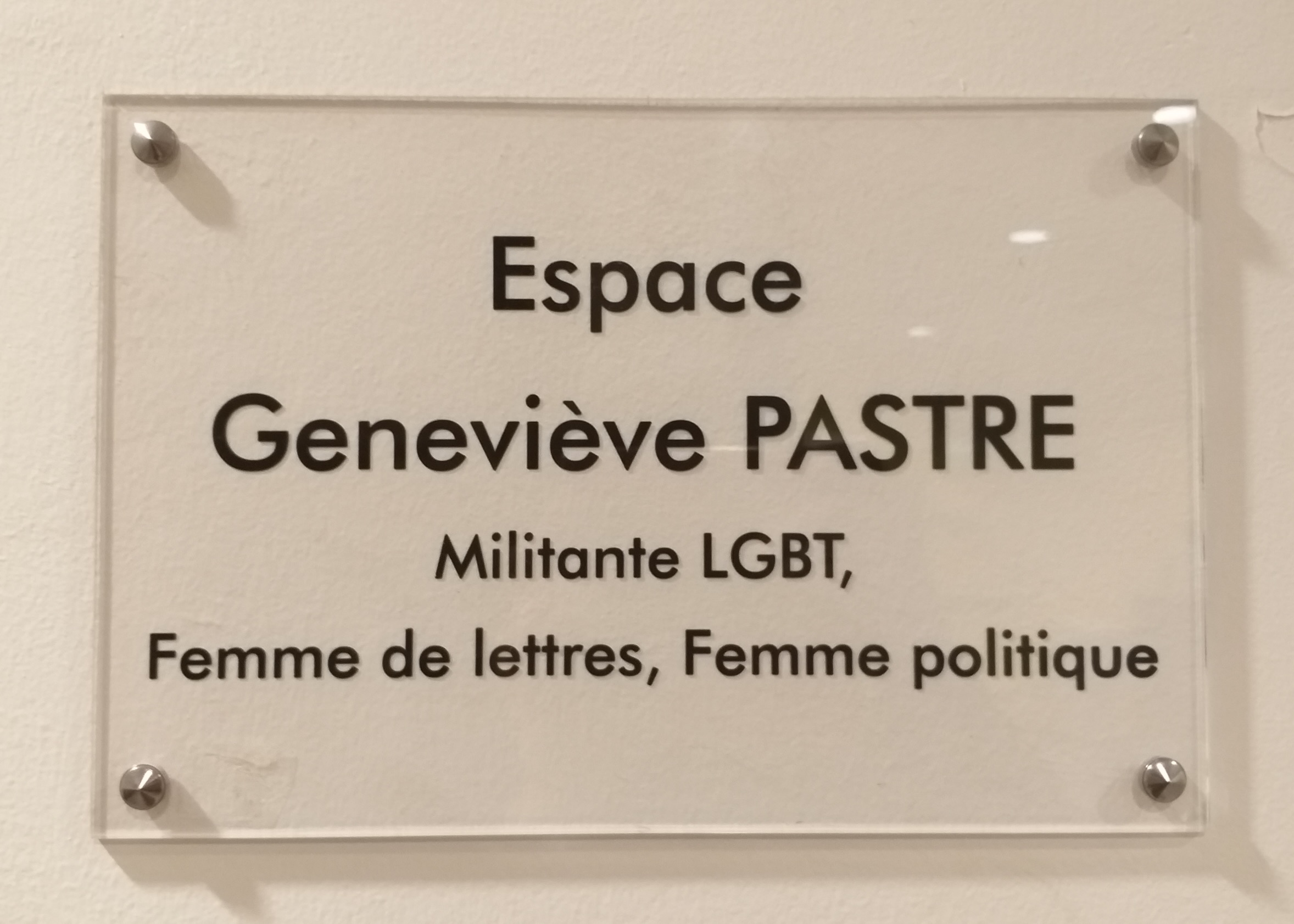
Plaque d'une salle qui lui rend hommage, au Centre LGBT Paris-Île-de-France.

Agrégée de grammaire et femme de lettres, elle enseigne au lycée. À partir de 1972, elle publie de nombreux recueils de poèmes, des textes expérimentaux, des essais, des articles dans de nombreuses revues et participe à des colloques. Deux de ses essais,  De l'amour lesbien , édité en 1980 et réédité en 2004, et  Amazones, du mythe à l'histoire , édité en 2000, sont particulièrement connus.
Femme de convictions, elle commence à militer pour la cause lesbienne en 1976, dans le Groupe des lesbiennes féministes.  En 1979, elle participe au congrès de l'association anglaise Campaign for Homosexual Equality (CHE) avec Claude Courouve (du CIDH) Au début des années 1980, elle collabore au mensuel Homophonies. En 1982, elle est présidente de l'association  Fréquence Gaie' ', association de la radio FM parisienne du même nom qui deviendra Radio FG,.
En 1989, elle crée sa propre maison d'édition,  Les Éditions Geneviève Pastre' '.
Elle fut également présidente d'un éphémère parti gay et lesbien (Les Mauves) et envisagea de se porter candidate à l'élection présidentielle française de 2002, avant de renoncer faute d'avoir pu recueillir les 500 signatures d'élus requises.

### Poèmes
- Pierre éclatée, 1972.
- Fleur dans le ventre vert, 1968-1972, poèmes, J. Milas-Martin, 1973.
- L'Espace du souffle, C. Bourgois, 1977.
- Octavie ou la deuxième mort du Minotaure, Les Mots à la bouche, 1985.
- Préludes pour un largo, G. Pastre, 1988.
- Instants d'éveil, G. Pastre "les Octaviennes", 1994.
- Espaces aléatoire, G. Pastre "les Octaviennes", 1994.
- Trois gorgées du modeste royaume, G. Pastre "les Octaviennes", 1995.
- Vis-à-vis et Invia, suivi de L'État poétique, G. Pastre "les Octaviennes", 2005.

### Essais
- De l’amour lesbien, Paris, Horay, 1980.
- Athènes ou le péril saphique, Paris, Pastre « Les Octaviennes », 1987.
- Le Nouveau Manuel d'orthographe, G. Pastre, 1991.
- Le Bien aimer, G. Pastre, 1995.
- Les Amazones, du mythe à l’histoire, Paris, Pastre « Les Octaviennes », 1996.
- avec Louis-Georges Tin (dir.), Homosexualités, expression/répression, Paris, Stock, 2000.

### Autobiographie
- Une femme en apesanteur, Paris, Balland « Le Rayon », 2002  (ISBN 9782715813922)

## Hommage
Le Centre LGBT Paris-Île-de-France donne le nom Geneviève Pastre à sa salle festive en 2013.